# Ligne Orbe – Chavornay
La ligne Orbe – Chavornay (OC), surnommée familièrement Ottawa–Chicago, est une ligne de chemin de fer longue de 3,9 km, à voie unique à écartement normal, reliant la gare d'Orbe à Chavornay (Suisse). Elle possède la particularité d'être la première ligne de train à voie normale à être électrifiée en Suisse.
Le 1er janvier 2007, la compagnie fusionne dans la société TRAVYS.
| Ligne | Caractéristiques | Caractéristiques          | Caractéristiques          | Caractéristiques          | Caractéristiques          | Caractéristiques                              | Caractéristiques                         | Caractéristiques          | Caractéristiques          |
| 211   | Ligne de Chavornay à Orbe | Ligne de Chavornay à Orbe | Ligne de Chavornay à Orbe | Ligne de Chavornay à Orbe | Ligne de Chavornay à Orbe | Ligne de Chavornay à Orbe                     | Ligne de Chavornay à Orbe                | Ligne de Chavornay à Orbe | Ligne de Chavornay à Orbe |
| 211   | Chavornay ⥋ Orbe | Chavornay ⥋ Orbe          | Chavornay ⥋ Orbe          | Chavornay ⥋ Orbe          | Chavornay ⥋ Orbe          | Chavornay ⥋ Orbe                              | Chavornay ⥋ Orbe                         | Chavornay ⥋ Orbe          | Chavornay ⥋ Orbe          |
| ----- | --- | ------------------------- | ------------------------- | ------------------------- | ------------------------- | --------------------------------------------- | ---------------------------------------- | ------------------------- | ------------------------- |
| 211   | Ouverture / Fermeture 1894 / — | Longueur 4 km             | Durée 8 min               | Nb. d’arrêts 4            | Matériel —                | Jours de fonctionnement L, Ma, Me, J, V, S, D | Jour / Soir / Nuit / Fêtes O / O / N / O | Voy. / an —               | Exploitant TRAVYS         |
| 211   | Desserte : - Ville et lieux desservis : Chavornay et Orbe - Gare de correspondances : Gare de Chavornay |                           |                           |                           |                           |                                               |                                          |                           |                           |
| 211   | Autre : - Zones traversées : 42 ou 43 et 48 (Chavornay est valable avec les zones 42 et 43) - Amplitudes horaires : de 05:30 à 00:00 / 44 par jour en semaine (entre 1 et 4 par heure), 19 le samedi et dimanche (1 par heure) - Particularités : Courses assurées par bus ou par train. Exactement la même durée en bus qu'en train. - Date de dernière mise à jour : 12 décembre 2021. |                           |                           |                           |                           |                                               |                                          |                           |                           |
| 211   | Dernière actualisation : — |                           |                           |                           |                           |                                               |                                          |                           |                           |

## Histoire

### Débuts
En 1855, la ligne Morges – Yverdon-les-Bains passe à 3 km d'Orbe. En 1870, la ligne Daillens – Vallorbe passe aussi à 3 km d'Orbe. La volonté de relier la ville d'Orbe au grand réseau ferroviaire fait son idée et le 7 décembre 1888 un comité d'initiative se forme pour créer une société exploitant une ligne de chemin de fer reliant Orbe à Chavornay. Le 10 octobre 1890, l'octroi d'une concession pour exploiter le tronçon Orbe – Chavornay est délivré et la société anonyme des usines de l'Orbe, qui exploitera la ligne, est fondée le 26 avril 1891. Les travaux débutent alors le 29 mai 1892 et le 17 avril 1894 la ligne est mise en service. Il s'agit alors de la 1re ligne de train à voie normale à être électrifiée en Suisse.

### Construction
Le projet de construction est confié par la société des usines de l'Orbe à l'ingénieur Louis Deluz, qui assure à lui seul l'intégralité du projet qui consiste aussi bien en l'établissement d'une ligne de chemin de fer que de centrales hydroélectriques pour alimenter en électricité la ville et la ligne. En effet, il a été décidé que la ligne serait, dès son début, entièrement électrifiée afin de réduire les coûts d'exploitations par rapport à l'usage de locomotives à vapeur.
La troisième révision du projet de Louis Deluz est approuvée le 27 janvier 1891 et une fois le capital de la société entièrement souscrit le 1er juin 1891, les travaux peuvent débuter. Au cours de l'année 1892, les différents mandats sont attribués. Les retenues et barrages sont attribués à Ulysse Perrin pour un montant de 58 025,00 CHF. Les installations hydrauliques, comprenant deux turbines dont une Kaplan vont à l'entreprise de Jakob Rieter pour 28 820,00 CHF. Les génératrices ainsi que la caténaire sont confiées à la compagnie industrielle électrique de Genève pour 59 630,00 CHF. Les tabliers métalliques des cinq ponts de la ligne sont attribués à Louis Fatio pour 19 131,60 CHF alors que les ouvrages d'art, la maçonnerie et les travaux terrassements vont à Mm. Chatelet et Meunier pour 74 465,50 CHF. Les voies ferrées sont fournies par Fritz Marti pour 72 806,00 CHF et sont posées par Francis Imhof qui fournit aussi le ballast, le tout pour 23 765,00 CHF. La société industrielle de Neuhausen, quant à elle, fournit deux voitures et un fourgon à usage général pour 18 895,00 CHF. La construction de la gare d'Orbe est attribué à plusieurs entreprises locales pour 16 279,91 CHF.
Les travaux se terminent en 1894, et après avoir reçu le 16 avril 1894 de Berne une autorisation de circuler sur la ligne, le lendemain la ligne est mise en service, sans inauguration. En tous les travaux de construction des usines électriques et de la ligne auront coûté 791 952,54 CHF répartis de la sorte :
| Objet                                     | Coût en francs |
| ----------------------------------------- | -------------- |
| Achat des terrains                        | 44 306,60      |
| Terrassements, maçonnerie                 | 137 489,57     |
| Ponts en métal                            | 40 371,05      |
| Voie ferrée                               | 115 689,90     |
| Bâtiments (sauf ceux des turbines)        | 22 746,65      |
| Installations électriques                 | 113 416,30     |
| Matériel roulant                          | 27 331,55      |
| Toutes les installations hydroélectriques | 127 957,31     |

### Travaux et réfections
En 1994, un abri pour les voyageurs est construit à la gare de Chavornay ainsi qu'un local à la gare des Granges pour abriter les futures installations de sécurité. Deux ans plus tard, en 1996, le quai servant au chargement et déchargement de marchandises en gare d'Orbe est démoli afin de permettre une meilleure qualité de service avec les réseaux de bus. À cela s'ajoute, en 1997, la construction d'une aubette sur la façade nord de la gare pour les voyageurs prenant les bus.
En 1998, une partie des installations de sécurité de la ligne est mise en service.
En 2002, un nouveau raccordement à l'usine Nespresso de Nestlé est mis en service.
En 2003, le pont en métal des Théleyres situé dans la grande courbe entre la halte de Saint-Éloi et la gare des Granges est remplacé par un pont en béton afin de permettre un élargissement de la route cantonale menant à Orny.
Concernant les installations pour le trafic marchandises, les voies menant au PESA I sont refaites en 2004 et durant la même année, la compagnie construit les embranchements au PESA II ainsi qu'au TERCO. Aussi, le 15 avril 2005, le raccordement au TERCO est officiellement inauguré en présence du conseiller fédéral Moritz Leuenberger.
De 2007 à 2009, le dépôt-atelier d'Orbe est rénové et agrandi.

### Connexion au réseau CFF
À la fin des années 2000 est formulée pour la première fois une possibilité de faire arriver la ligne Orbe – Chavornay directement sur la voie 1 de la gare de Chavornay afin de désengorger la voie traversant la rue de l'industrie qui subit beaucoup de mouvements aussi bien ferroviaires que routiers. De plus, le passage à niveau non gardé est fréquemment le théâtre d'accidents et il est prévu de le supprimer. Ce projet n'est finalement pas réalisé et le passage à niveau est doté de barrières et signaux avertisseurs. Son inauguration a lieu le 8 février 2012. Néanmoins, dans le cadre du projet suisse de financement et aménagement de l'infrastructure ferroviaire, il est prévu de procéder à ces modifications pour permettre des liaisons directes entre la gare de Lausanne et celle d'Orbe. Il faut néanmoins ré-électrifier la ligne en courant alternatif sous une tension monophasée de 15 kV à 16,7 Hz,.
En 2014, la ligne transporte une moyenne de 1 200 voyageurs quotidiennement et 400 000 t de marchandises.

### La fête des 125 ans
Le dimanche 8 septembre 2019, une grande fête à lieu à la gare d' Orbe commémorent les 125 ans le la ligne.

## Caractéristiques
Longue de 3 898 m, avec une déclivité maximale de 30 ‰, la ligne, à voie normale, comporte en plus 2 227 m de voies secondaires de manœuvre ainsi que 5 133 m de voies de raccordement industrielles privées. La ligne comporte 5 ponts pour une longueur totale de 86 m dont le plus long mesure 36,8 m. Elle est alimentée depuis son origine en courant continu sous une tension de 600 V à l'origine qui a, par la suite, été élevée à 750 V.

### Parcours
La ligne part de la gare d'Orbe située à 470 m d'altitude. De là, elle suit un parcours de 450 m en légère pente jusqu'à la halte de Saint-Éloi, qui se trouve, elle, à 461,2 m d'altitude. La ligne emprunte un court tunnel de 9 m qui passe sous le Grand Pont avant d'enjamber l'Orbe sur un pont de 36,8 m de long, le plus long de la ligne,. De là, la ligne traverse la route de Saint-Éloi puis entame une grande courbe en pente de 30 ‰ qui la mène 1 km plus loin jusqu'à la gare Les Granges (Orbe) située à 445 m d'altitude. Au milieu de cette courbe, la ligne passe sur un pont long de 8 m au-dessus de la route cantonale. De la gare des Granges partent plusieurs embranchements dont celui de la fabrique Nestlé. La ligne quant à elle, poursuit presque à plat son trajet dans le fond de la plaine de l'Orbe avec une rampe maximale de 5 ‰. Après avoir quitté Orbe, la ligne passe successivement sur trois ponts enjambant respectivement le Nozon, le Talent et le canal d'Entreroches. Les longueurs sont de 11 m, 21 m et 7 m. La ligne passe devant le TERCO et PESA et traverse la rue de l'Industrie un passage à niveau gardé qui n'a été inauguré que le 8 février 2012 avant d'arriver à la gare de Chavornay où l'électrification de la ligne s'achève mais la voie est connectée à la ligne du Pied-du-Jura.

## Anciens matériels roulants
- Automotrice Be 2/2 14, réformée à la suite de problèmes de traction/freinage fin août 2021[17]. Ferraillée en mars 2023.
- Automotrice BDe 4/4 15 (ex-SZU BDe 4/4 13) ne circule plus depuis 2020 par manque d'homologation[18]. Ferraillée en 2021.
- Voiture pilote Bt 51, ferraillée en 2021.

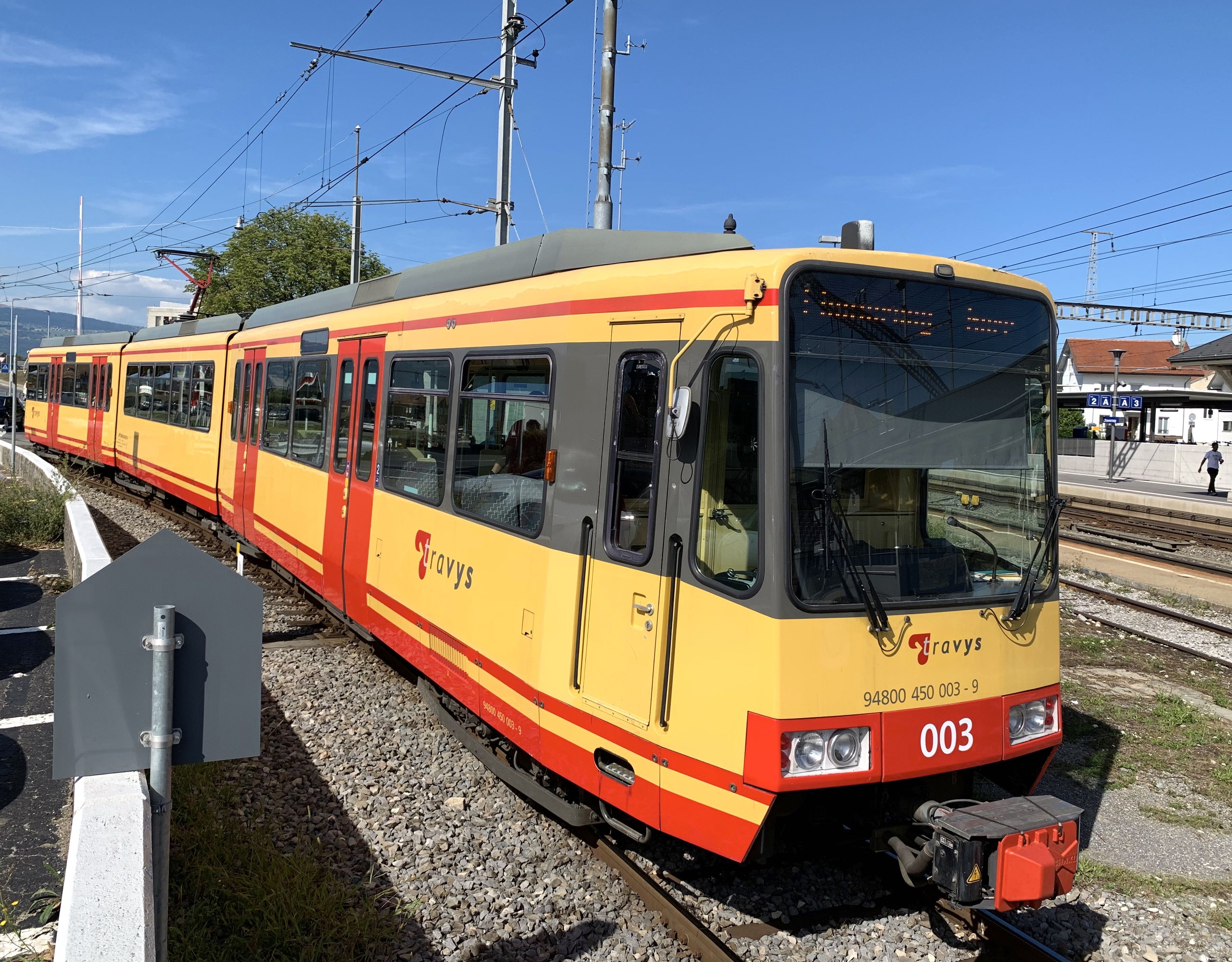
Un tram-train Duewag en gare de Chavornay

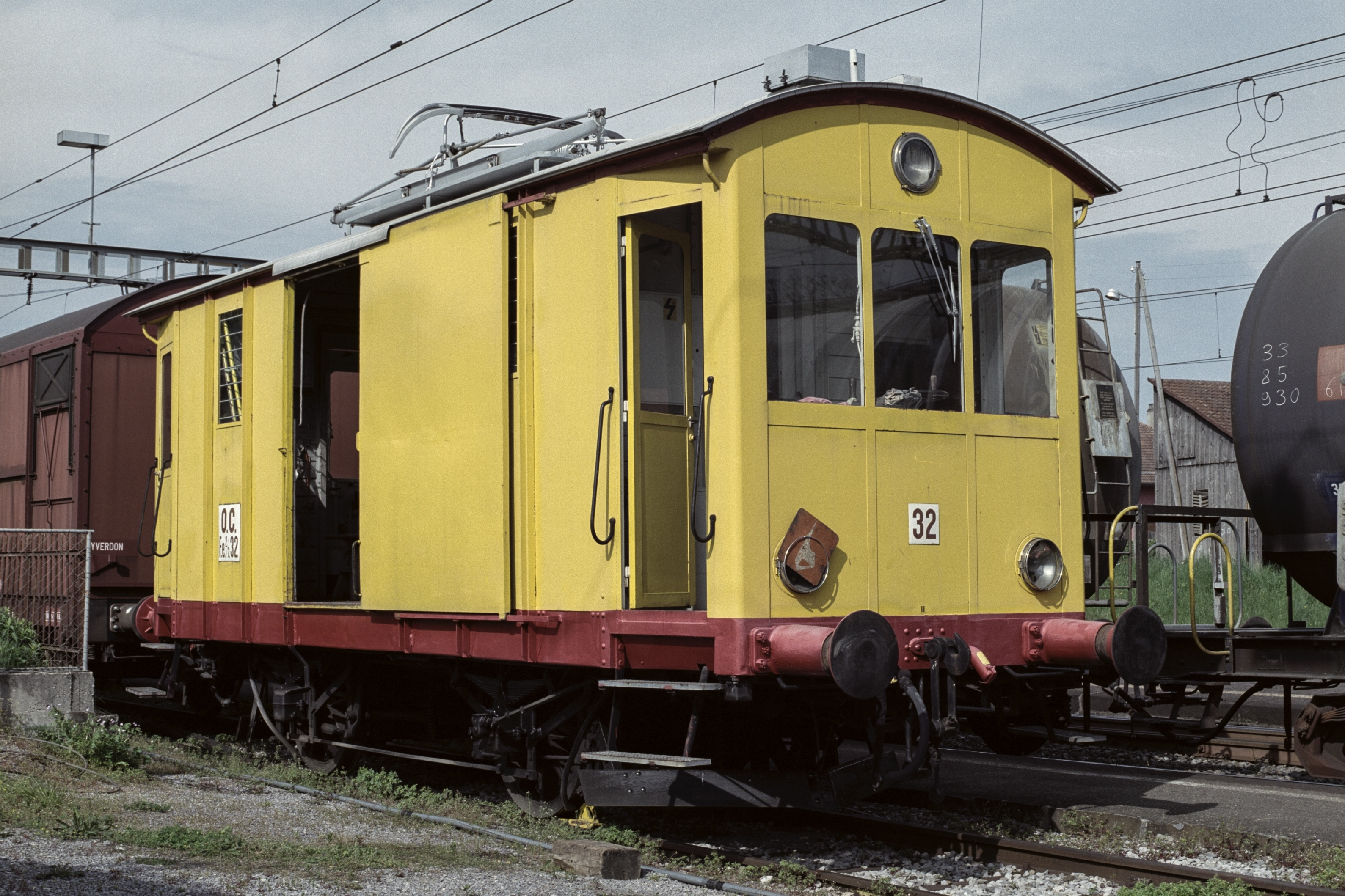
Le fourgon automoteur toujours immatriculée Fe 2/2 32, en gare de Chavornay, 2001.

Après une année d'interruption pour cause de travaux, le 4 juillet 2022, la ligne est à nouveau en service et en attendant la réalisation du nouveau raccordement à la ligne du Pied-du-Jura et son intégration au RER Vaud, la compagnie a acheté deux automotrices trams-trains GT8-100C-2S construites par Duewag en 1994, auprès du réseau Stadtbahn de Karlsruhe en Allemagne, pour une durée de trois à cinq ans. Ces machines fonctionnent avec une alimentation 15 000 volts alternatifs présente aux CFF et au courant continu 750 volts de la ligne Orbe - Chavornay.
Le Fe 2/2 32 est un fourgon automoteur électrique à deux essieux qui a été construit par la Schweizerische Wagons-Fabrik à Schlieren-Zurich (SWS), son équipement électrique ayant été conçu par la Maschinenfabrik Oerlikon (MFO). L'automotrice est installée depuis 2020 à Schlieren dans le cadre du restaurant Sommerbeiz sur la place de la ville, au Badenerstrasse 12 à Schlieren, où elle peut être visitée librement. Il fait également partie de la collection du musée WAGI de Schlieren.

## Projets
La société TRAVYS participe au projet d'amélioration des infrastructures de mobilité entre les deux communes Orbe et Chavornay. L'amélioration de la ligne doit permettre un accès du RER Vaud à la ville d'Orbe. A cette fin, il sera construit une boucle de raccordement en Gare de Chavornay et une modernisation des quatre gares : Orbe, St-Eloi, Granges et Chavornay, avec une mise en conformité selon la loi sur les personnes à mobilité réduite. L'électrification actuelle, 750 volts CC, sera remplacée par du courant alternatif compatible CFF de 15 kV, 16.7 Hertz et demande un remplacement des mats. La modification de l’électrification impliquent un changement complet des installations de sécurité (feux de signalisation, freinage automatique, etc.) L’entier des systèmes sera renouvelé et mis à jour selon les dernières normes de sécurité.
Pour les différentes gares et halte, un aménagement des quais (largeur, hauteur et longueur), voir la construction d'un nouveau quai en gare CFF de Chavornay, sera réalisé.

### Projet éphémère de télécabine urbain
La gare principale d’Orbe se situant en contrebas du centre ville, une série d’escaliers la sépare de la ville. Lassés de ces marches il est monnaie courante que les habitants imaginent divers projets utopiques pour s’affranchir de ces marchés. Dans le cadre d’un poisson d’avril, le 1er avril 2025 Travys et la commune d’Orbe présentent Urba’phérique, un projet de télécabine urbain reliant le centre-ville au bas de la ville en donnant correspondance à la nouvelle gare ferroviaire des Granges. Cependant, un ascenseur publique est planifié dans le projet officiel de réaménagement de la gare d’Orbe afin d’offrir une alternative aux escaliers la séparant du centre-ville.

## Galerie de photos

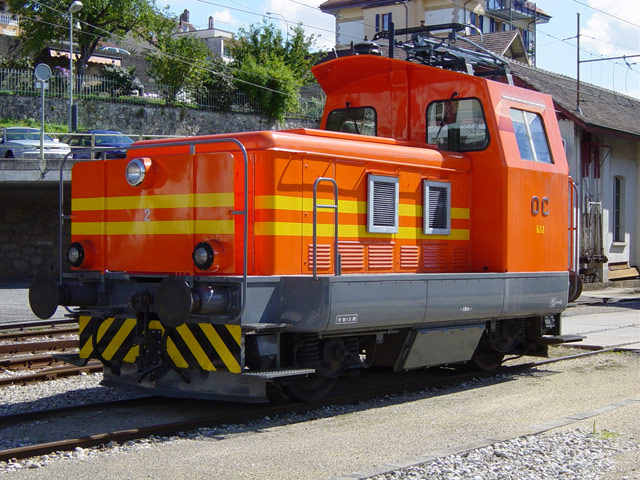
Locotracteur Ee 2/2 2 (Ee 927 602) en gare d'Orbe
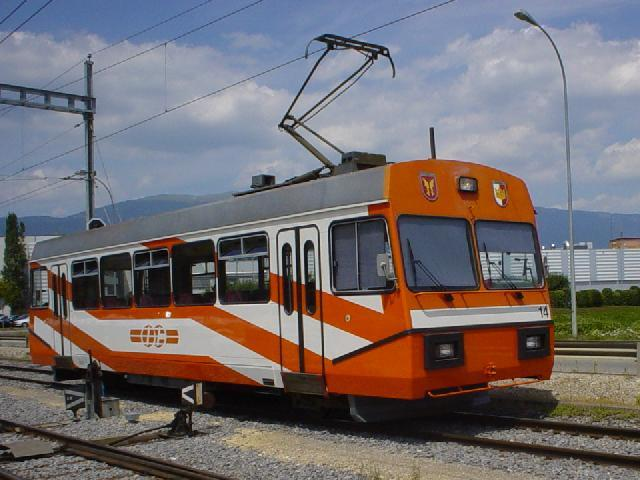
Automotrice Be 2/2 14 (Be 557 614) aux Granges (Orbe), 2003
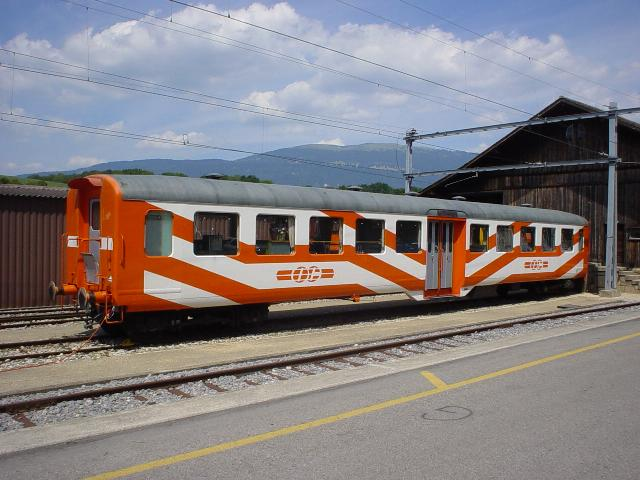
Voiture-restaurant Br 26 à Orbe, 2003
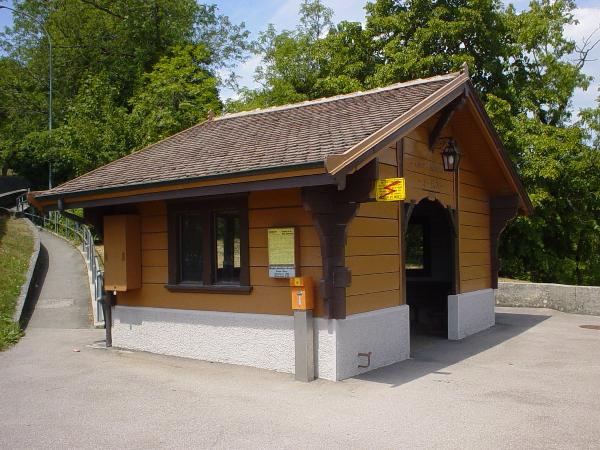
Halte de Saint-Éloi, 2003
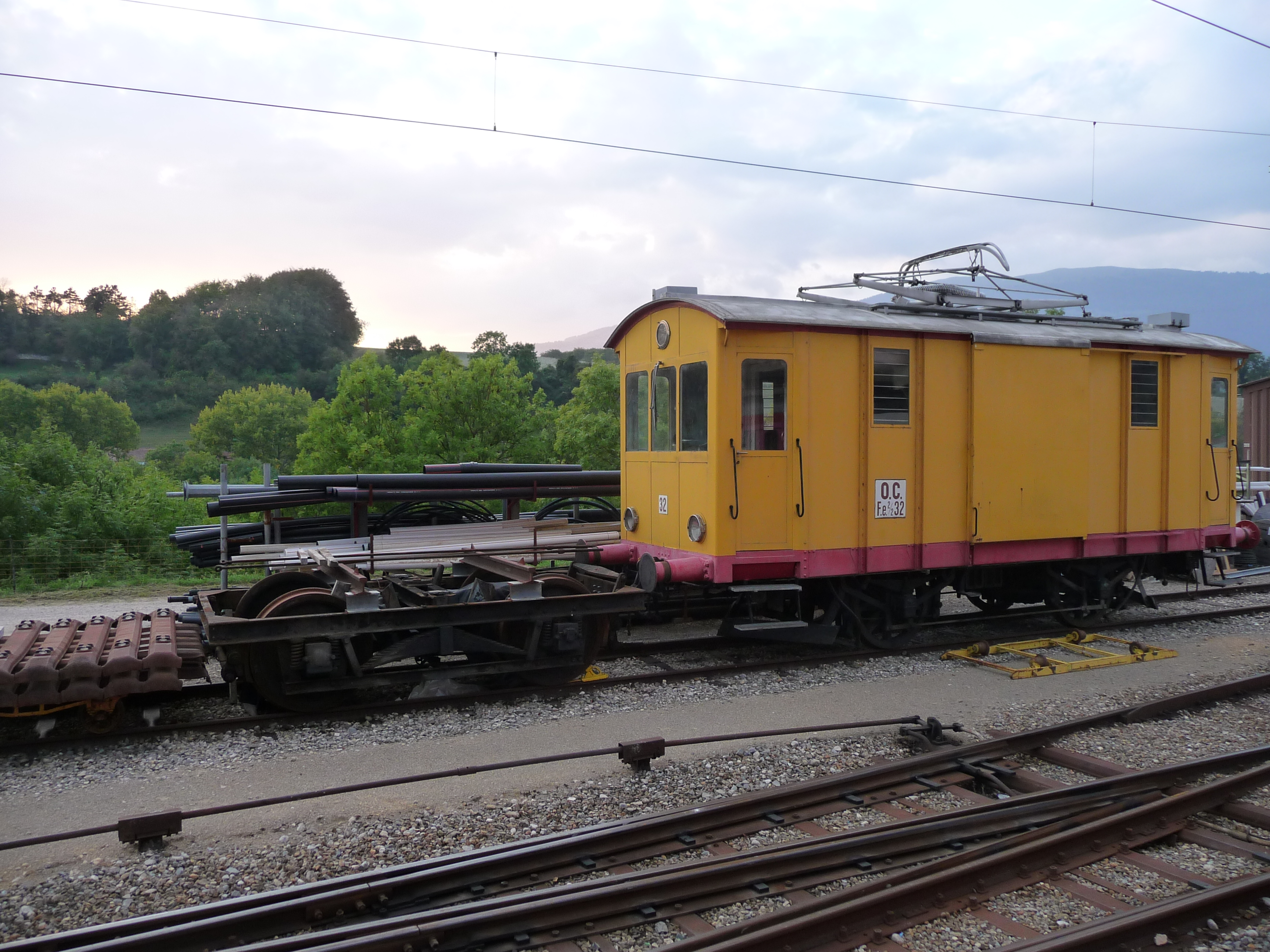
Fe 2/2 32 en gare d'Orbe, 2009
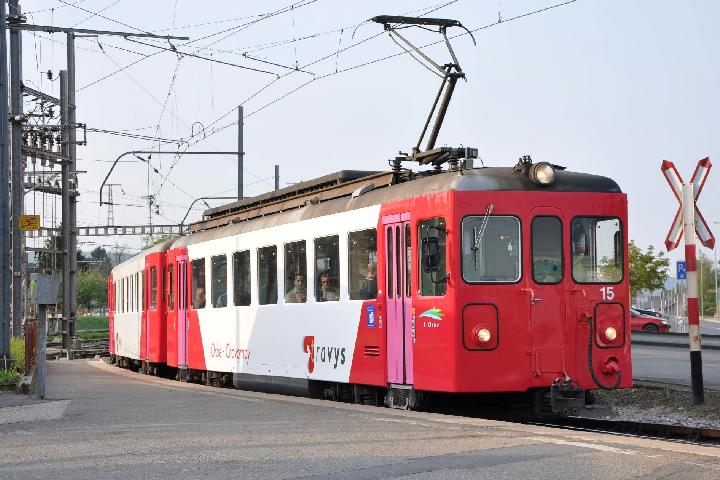
Automotrice BDe 4/4 15 et voiture-pilote Bt 51 dans la livrée Travys en gare de Chavornay.